# Hill City (Minnesota)
Hill City é uma cidade localizada no estado americano de Minnesota, no Condado de Aitkin.

## Demografia
Segundo o censo americano de 2000, a sua população era de 479 habitantes.
Em 2006, foi estimada uma população de 462, um decréscimo de 17 (-3.5%).

## Geografia
De acordo com o United States Census Bureau tem uma área de
3,4 km², dos quais 2,8 km² cobertos por terra e 0,6 km² cobertos por água. Hill City localiza-se a aproximadamente 408 m acima do nível do mar.

## Localidades na vizinhança
O diagrama seguinte representa as localidades num raio de 32 km ao redor de Hill City.